# Isla Este
La isla Este es una pequeña isla marítima deshabitada de la Argentina ubicada en el Departamento Florentino Ameghino de la Provincia del Chubut, cuyas medidas máximas son 290 m de longitud y 250 m de ancho máximo. Presenta una forma circular con el eje mayor en sentido este-oeste. Se halla en el mar Argentino al suroeste de bahía Melo, en el extremo norte del golfo San Jorge.
La isla Este forma parte de un pequeño archipiélago ubicado a 5 km al sur de bahía Melo, que también integran la  isla Tova, la isla Tovita (encontrándose a 220 metros al sudeste de ésta), la isla Sur, la isla Gaviota, los islotes Goëland, islote Gran Robredo, islote Pequeño Robredo, y varios otros islotes y rocas.
Se trata de un islote rocoso que presenta restingas en sus costas. En estas islas existían guaneras que fueron explotadas comercialmente hasta principios de la década de 1990.
En 2008 se creó el Parque Interjurisdiccional Marino Costero Patagonia Austral, el cual incluye a la isla Este.